# KSF Kopenhagen
Der KSF Kopenhagen (offiziell Kjøbenhavns Skøjteløberforening - deutsch Kopenhagener Eislaufvereinigung) ist ein am 4. Februar 1869 gegründeter dänischer Eislaufverein aus Kopenhagen, der vor allem durch seine Eishockeyabteilung Bekanntheit erlangte. Die Mannschaft spielt heute (2011) in der drittklassigen 2. division und trägt ihre Heimspiele im Multi Dome Ryparken aus.

## Geschichte

Logo des Vereines KSF

Der Kopenhagener Eislaufverein wurde 1869 gegründet. Die Eishockeymannschaft des Vereins gehörte in der Saison 1954/55 zu den Gründungsmitgliedern der dänischen Eishockeymeisterschaft. In den folgenden beiden Jahrzehnten dominierte die Mannschaft das dänische Eishockey und gewann in den Jahren 1956, 1960, 1961, 1962, 1964, 1965, 1966, 1970, 1972 und 1976 jeweils den nationalen Meistertitel. International vertrat KSF mehrfach Dänemark im Eishockey-Europapokal, kam in diesem jedoch nie über die erste Runde hinaus. Nach dem Abstieg in der Saison 1984/85 konnte die Mannschaft nicht mehr an die vorherigen Erfolge anknüpfen. In den Spielzeiten 1996/97 und 1998/99 scheiterte die Mannschaft in der Relegation am Wiederaufstieg in die AL-Bank Ligaen.
In der Saison 2011/12 spielt der KSF Kopenhagen in der drittklassigen 2. Division.

## Erfolge
- Dänischer Meister (10): 1956, 1960, 1961, 1962, 1964, 1965, 1966, 1970, 1972, 1976

## Europapokalspiele
| Wettbewerb                    | Runde    | Gegner                   | 1. Spiel | 2. Spiel | 3. Spiel | 4. Spiel |
| ----------------------------- | -------- | ------------------------ | -------- | -------- | -------- | -------- |
|                               |          |                          |          |          |          |          |
| Eishockey-Europapokal 1965/66 | 1. Runde | Vålerenga IF Oslo        | 1:10     | 1:19     | 1:9      | 0:6      |
|                               |          |                          |          |          |          |          |
| Eishockey-Europapokal 1970/71 | 1. Runde | HC Dosza Ujpest Budapest | 3:7      | 1:5      | -        | -        |
|                               |          |                          |          |          |          |          |
| Eishockey-Europapokal 1976/77 | 1. Runde | Tilburg Trappers         | 1:6      | 5:8      | -        | -        |